# Кариоти
Кариотите (на гръцки: Καρυώτες) са гръкоезична етнографска група.
Към началото на ХХ век наброяват около 4000 души. Езикът им е разновидност на гръцкия, докато народните песни, носии и обичаи са български.
Първоначално населяват села в околностите на Каваклии (днес Тополовград) и Къзъл агач (днес Елхово), в района на Странджа и Сакар, а по-късно и в селата Таптък (днес Кипра), Кара Хюсеин (Чернево), Козлуджа (Суворово). След спогодбата Калфов-Политис от 1924 година са изселени в Енидже Вардар, а по-незначителни групи - в Гюмюрджина, Солун и Крит, и са частично обезщетени от страна на Гърция във формата на пари и облигации. 

## Поселение
След Руско-турската война от 1828-1829 година кариотите се преселват от Голям Боялък (Шарково) и Малък Боялък (Малко Шарково), Къзълагачко (Елховско), Голям Манастир и Малък Манастир, Каваклийско (Тополовградско).[източник? (Поискан днес)] През 1906 година около 100 семейства доброволно заминават и се установяват в Гърция, а гръцката въоръжена пропаганда в Македония прави опит да ги привлече на своя страна и да създаде селски чети от кариоти.

## Етнографски бележки
Предполага се, че названието Кариоти произлиза от гръцкото име на село Козлуджа (Караис), като така са наричани от хората от съседните им села.

Константин Иречек в своите „Пътувания по България“ описва кариотите така: 
| „ | Носията на кариотите е съвършено българска, с калпака заедно. Мъжете не знаят всички български, но има и жени, които знаят. Пеенето на песни с чужди примесици, напр. с български рефрени, като „вакла Яне!“, показва, че тези гърци отчасти са само погърчени българи; в Кавакли, сега съвършено гръцки, една махала и до днес се нарича Булгар махала. Според топографичната номенклатура, която с малки изключения е съвършено турска, може да се съди, че християнското население и тук е от по-нов произход. | “ |